# Gosia Andrzejewicz (album)
Gosia Andrzejewicz è il primo album di studio della cantante pop polacca omonima.

## Tracce
1. Wielbicielka – 3:19
2. Słowa – 3:16
3. Miłość – 3:32
4. Nieśmiały chłopak – 3:36
5. Trudny wybór – 3:22
6. Cud – 3:10
7. Nigdy już – 3:06
8. Koci czar – 3:07
9. Tęsknota – 3:21
10. Sen – 3:12
11. Mów do mnie jeszcze – 3:18
12. Kiedy kochasz – 3:37
13. How can I? – 3:56